# گریمز دایک

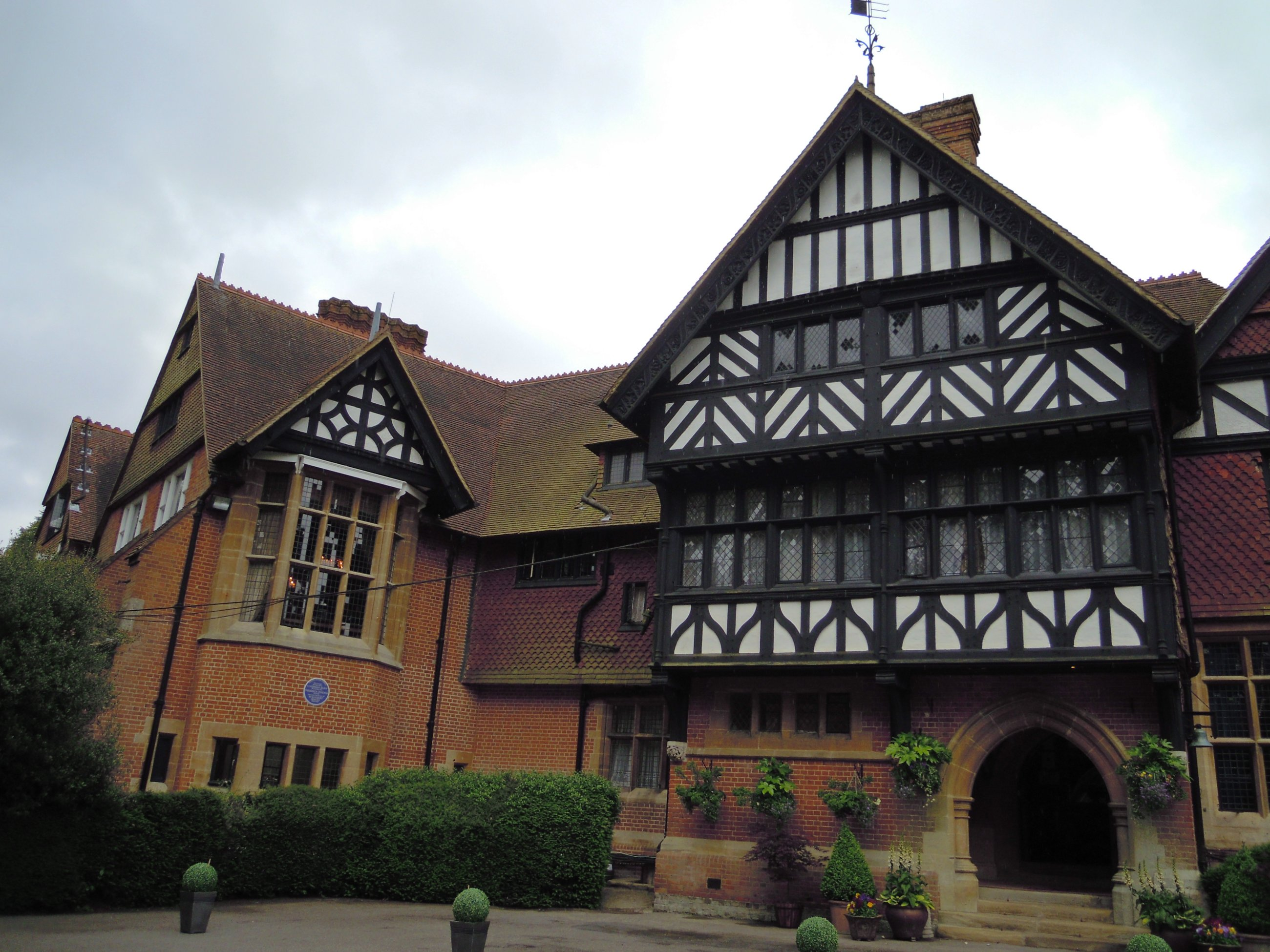
ورودی ساختمان

گریمز دایک (به انگلیسی: Grim's Dyke) نام یک خانه و ملک در شمال غرب شهر لندن در انگلستان است. این خانه از سال ۱۸۷۰ تا ۱۸۷۲ توسط ریچارد نورمن شا، معمار اهل اسکاتلند، برای فردریک گودال که یک نقاش بود، ساخته شده‌است. این ملک محل فیلم برداری بسیاری از فیلم‌های مشهور بوده‌است.

## نگارخانه

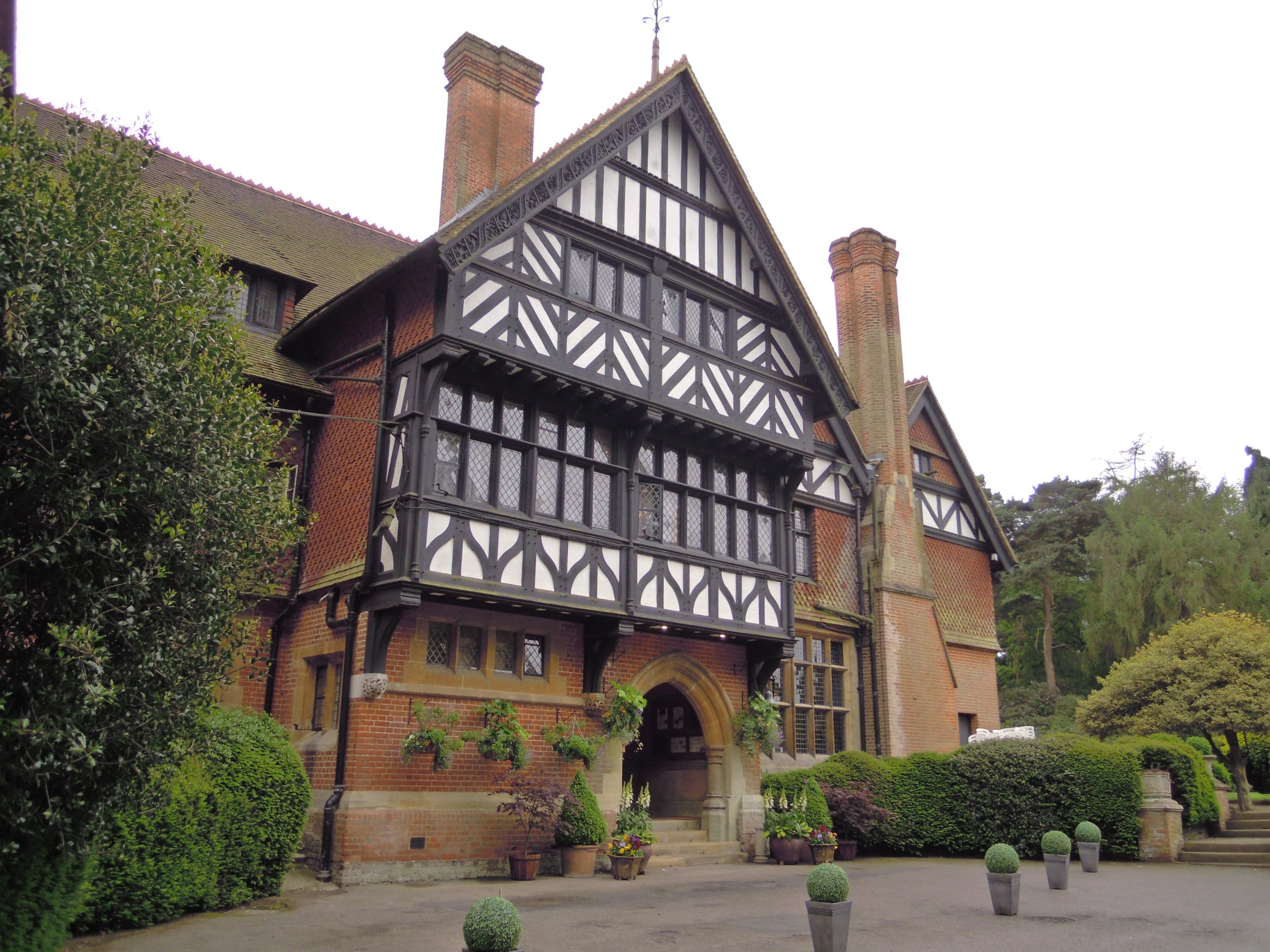
ورودی اصلی ملک
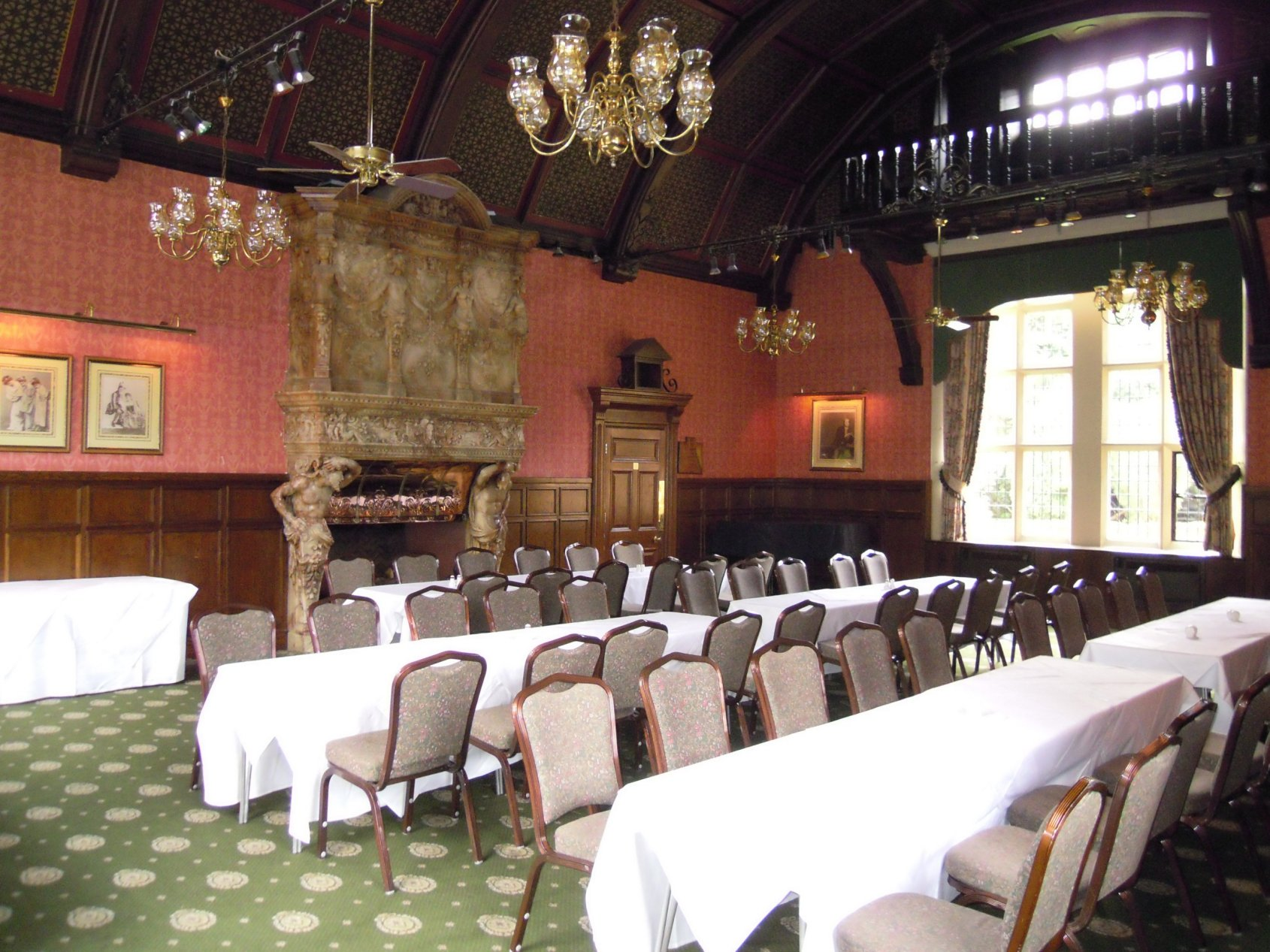
اتاق موسیقی
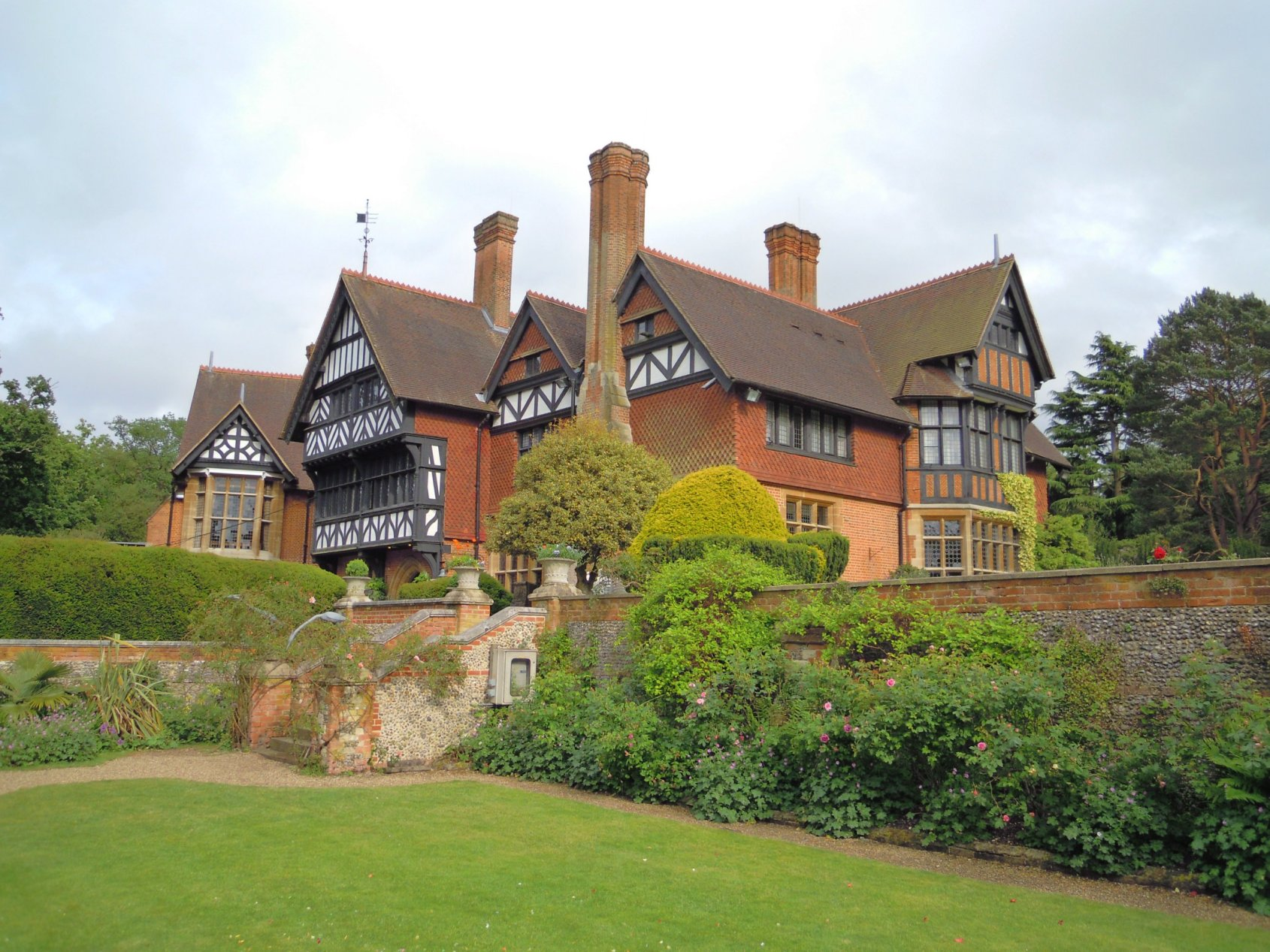
بنا از باغچه نمایان است